# Municipio de Chalchihuites
El municipio de Chalchihuites es uno de los 58 municipios del estado mexicano de Zacatecas. Su cabecera es la localidad de Chalchihuites. Es principalmente conocido por sus ruinas arqueológicas.

## Demografía
El municipio de Chalchihuites, según el Censo de Población y Vivienda 2020, cuenta con 10,086 habitantes, de los cuales 4,892 son hombres y 5,194 son mujeres.

### Localidades
El municipio incluye en su territorio un total de 69 localidades. Las principales, considerando su población del censo de 2020 son:
| Localidad                                  | Población |
| Total Municipio                            | 10 086    |
| Chalchihuites                              | 3 816     |
| Gualterio                                  | 826       |
| José María Morelos (San José de Gracia)    | 817       |
| San José de Buenavista (San José de Abajo) | 357       |
| Hidalgo del Manto                          | 337       |
| Piedras Azules                             | 303       |

## Geografía
El Municipio de Chalchihuites se localiza físicamente en la Sierra Madre Occidental y Mesa Central. Cuenta con una extensión territorial aproximada de 891 km², y limita al norte con el municipio de Sombrerete, al sur con el municipio de Jiménez del Teúl y al oeste con el Estado de Durango. La palabra Chalchihuites es de origen Nahuatl y quiere decir Esmeralda o piedra preciosa.